# Truly Madly Deeply
«Truly Madly Deeply» (en español: «Verdaderamente, locamente, profundamente») es una canción interpretada por el dúo australiano de pop Savage Garden. Fue lanzado en marzo de 1997 en Australia como el tercer sencillo de su álbum debut de estudio homónimo, Savage Garden (1997). 
Es la canción más exitosa de la banda, al haber alcanzado el número uno en los Estados Unidos, Canadá y en su natal Australia, además de ingresar en la lista de las diez más populares de varios países europeos. 
La canción fue compuesta por los miembros de la banda Darren Hayes y Daniel Jones, la cual es una adaptación de una canción llamada "Magical Kisses" que el dúo compuso tiempo antes de que comenzaran a grabar su álbum debut. En 1998, se convirtió en el tema principal de la banda sonora de la película Con los ojos del corazón, protagonizada por Jude Law y Mol Gretchen.
La canción fue versionada por artistas como Sandy & Junior, Young Romance Orchestra y la banda de música trance Cascada.

## Video musical
Dos videos fueron realizados para la canción. El video original para Australia fue dirigido por Tony McGrath y muestra a la banda en una habitación blanca con varias otras personas. Darren está en un sofá rojo cantando la canción mientras Daniel está tocando en el piano. El vídeo que se utilizó para el mercado europeo fue filmado en París y dirigida por Adolfo Doring. El video narra la historia de dos amantes, un hombre y una mujer, que han sido separados por las diversas circunstancias.

## Lista de canciones
- Reino Unido

CD1 (665602 2)
1. «Truly Madly Deeply» – 4:38
2. «Truly Madly Deeply» (versión australiana) – 4:38
3. «This Side of Me» – 4:09
4. «Love Can Move You» – 4:47

CD2 (665602 5)
1. «Truly Madly Deeply» – 4:38
2. «Truly Madly Deeply» (Night Radio Mix) – 4:35
3. «I Want You» – 3:52
4. «I'll Bet He Was Cool» – 3:57

- Australia

Edición estándar
1. «Truly Madly Deeply» – 4:38
2. «Promises» – 4:11
3. «Truly Madly Deeply» (Night Radio Mix) – 4:35

Edición limitada
1. «Truly Madly Deeply» – 4:38
2. «Promises» – 4:11
3. «Truly Madly Deeply» (Night Radio Mix) – 4:35
4. «I Want You» (Bastone Club Mix)
5. «I Want You» (I Need I Want Mix)

## Posicionamiento en listas y certificaciones
| Lista (1997-1998)                     | Máxima posición |
| ------------------------------------- | --------------- |
| Alemania (Offizielle Deutsche Charts) | 11              |
| Australia (ARIA)                      | 1               |
| Austria (Ö3 Austria Top 40)           | 2               |
| Bélgica (Flandes) (Ultratop 50)       | 4               |
| Bélgica (Valonia) (Ultratop 50)       | 5               |
| Canadá (RPM Top Singles)              | 1               |
| Canadá (RPM Adult Contemporary)       | 1               |
| Estados Unidos (Billboard Hot 100)    | 1               |
| Estados Unidos (Adult Contemporary)   | 1               |
| Estados Unidos (Adult Top 40)         | 2               |
| Estados Unidos (Mainstream Top 40)    | 1               |
| Estados Unidos (Rhythmic)             | 10              |
| Finlandia (OFC)                       | 13              |
| Francia (SNEP)                        | 9               |
| Irlanda (IRMA)                        | 2               |
| Italia (Italian Singles Chart)        | 2               |
| Nueva Zelanda (Recorded Music NZ)     | 12              |
| Noruega (VG-lista)                    | 2               |
| Países Bajos (Dutch Top 40)           | 6               |
| Reino Unido (UK Singles Chart)        | 4               |
| Suecia (Sverigetopplistan)            | 2               |
| Suiza (Schweizer Hitparade)           | 7               |

| País           | Organismo certificador | Certificación    | Ref.   |
| -------------- | ---------------------- | ---------------- | ------ |
| Australia      | ARIA                   | Disco de Platino | [ 26 ] |
| Austria        | IFPI Austria           | Disco de Oro     | [ 27 ] |
| Estados Unidos | RIAA                   | Disco de Oro     | [ 28 ] |
| Reino Unido    | BPI                    | Disco de Platino | [ 29 ] |

## Sucesión en listas
| Anterior: «Don't Speak» de No Doubt                                                          | ARIA Charts — Sencillo Nro 1 6 de abril de 1997 — 25 de mayo de 1997          | Siguiente: «MMMBop» de Hanson                   |
| Anterior: «Something About the Way You Look Tonight / Candle In The Wind 1997» de Elton John | Billboard Hot 100 — Sencillo Nro 1 17 de enero de 1998 — 24 de enero de 1998  | Siguiente: «Together Again» de Janet Jackson    |
| Anterior: «Back to You» de Bryan Adams                                                       | RPM Singles Chart — Sencillo Nro 1 23 de febrero de 1998 — 2 de marzo de 1998 | Siguiente: «My Heart Will Go On» de Céline Dion |

## Versión de Cascada
El grupo de eurodance Cascada realizó un cover de "Truly Madly Deeply", incluido en su álbum debut Everytime We Touch, siendo su segundo sencillo lanzado en el Reino Unido y Alemania. En los Estados Unidos, el lanzamiento se realizó exclusivamente a través de iTunes store el 27 de febrero, y posteriormente, el lanzamiento físico se realizó el 13 de marzo de 2007.

### Posicionamiento en listas
El sencillo entró en el puesto 17 del UK Singles Chart únicamente en descargas y alcanzó el número 4 la semana siguiente después de su lanzamiento físico. Coincidentemente, es exactamente la misma posición en la que se ubicó la versión original de Savage Garden. En Escocia y Hungría alcanzó el número 3, al igual que en Irlanda, donde estuvo en ese puesto por cuatro semanas.
| Listas (2006–2007)                          | Máxima posición |
| ------------------------------------------- | --------------- |
| Alemania (Offizielle Deutsche Charts)       | 26              |
| Australia (ARIA)                            | 39              |
| Austria (Ö3 Austria Top 40)                 | 22              |
| Bélgica (Flandes) (Ultratip Bubbling Under) | 10              |
| Bélgica (Valonia) (Ultratop 50)             | 25              |
| Escocia (Scottish Singles Sales Chart)      | 3               |
| Estados Unidos (Dance/Mix Show Airplay)     | 14              |
| Finlandia (OFC)                             | 16              |
| Hungría (Dance Top 40)                      | 25              |
| Hungría (Single Top 40)                     | 3               |
| Irlanda (IRMA)                              | 3               |
| Países Bajos (Dutch Top 40)                 | 29              |
| Países Bajos (Mega Single Top 100)          | 25              |
| Reino Unido (UK Singles Chart)              | 4               |
| Suecia (Sverigetopplistan)                  | 11              |

### Historial de lanzamientos
| País           | Fecha                   | Formato | Sello                 |
| -------------- | ----------------------- | ------- | --------------------- |
| Reino Unido    | 11 de diciembre de 2006 | CD      |                       |
| Alemania       | 14 de febrero de 2007   | 12"     | Zooland Records       |
| Alemania       | 12 de marzo de 2007     | 12"     | Zeitgeist             |
| Estados Unidos | 13 de marzo de 2007     | 12"     | Robbins Entertainment |
| Alemania       | 6 de abril de 2007      | CD      | Zeitgeist             |